# Sava Janković
Sava Janković (рум. Sava Iancovici; Grljan, Zaječar, 23. januar 1926) srpski je književnik, istraživač i istoričar.

## Biografija
Rodjen je 23. januara 1926. godine u Grljanu, kod Zaječara. Nakon završene osnovne škole u rodnom selu, završava gimnaziju u Zaječaru. Nakon Drugog svetskog rata, iseljava se u Rumuniju gde završava studije, i radi kao istraživač u Institutu za jugoistočnu Evropu u Bukureštu i dopisnik zaječarskog časopisa Razvitak. Od 1973. godine živi u Švedskoj, gde je aktivan kao član Švedskog udruženja književnika imiganata. Kao pisac, objavljuje u rumunskim, srpskim i američkim časopisima o životu i običajima naroda u Timočkoj krajini, bori se za očuvanje rumunskog jezika u svom rodnom kraju. Za vreme života u inostranstvu, tekstove je potpisivao kao  (prev. Sava Grljanac).

## Radovi
- ,  (1966).  [Narodni ustanak predvođen Tudorom Vladimireskuom (1821)] (на језику: румунски). : . Архивирано из оригинала 5. 4. 2023. г.

- ,  (1968).  [Hajduk Nikolaj Grozea] (на језику: румунски). . Архивирано из оригинала 5. 4. 2023. г.

- ,  (1969).  [Hajdučija i hajduci] (на језику: румунски). : . Архивирано из оригинала 5. 4. 2023. г.

- ,  (1971).  [Тудор Владимиреску: његов живот и дело] (на језику: румунски). : . Архивирано из оригинала 5. 4. 2023. г.

- , . „” [Desno i levo od Dunava].  (на језику: румунски). Архивирано из оригинала 5. 4. 2023. г.

- , . „” [Rimljani na desnoj strani Dunava].  (на језику: румунски). Архивирано из оригинала 5. 4. 2023. г.

- , . „” [Mos-Radul Stirban].  (на језику: румунски). Архивирано из оригинала 21. 1. 2022. г.

## Literatura
- Gacović, Slavoljub (2019). Odabrana dela o istoriji Vlaha istoĉne Srbije u pet knjiga (PDF). Beograd: Helsinški odbor za ljudska prava u Srbiji. Архивирано из оригинала (PDF) 10. 1. 2023. г. Приступљено 4. 4. 2023.

## Spoljašnje veze
- „” [, Pisci imigranti].  (на језику: шведски). Архивирано из оригинала 24. 12. 2010. г.